# Хронология корейской истории
Хронология истории Кореи. События до VI века являются предметом обсуждения.

## Каменный век
- 700 тысячелетие до н. э. — Первые гоминиды на Корейском полуострове.

- 8-е тысячелетие до н. э. — Появление на полуострове гончарной культуры.

- 35 век до н. э. — Начало гончарного периода Чыльмун.

## Ранняя история
- 2333 до н. э. — Согласно корейской мифологии, Тангун основал Кочосон — древнейшее государство корейцев.
- 1500 до н. э. — Начало гончарного периода Мумун.
- 1000 до н. э. — Начало культуры Ляонин.
- 400 до н. э. — По некоторым источникам примерная дата основания государства Чин в южной части Корейского полуострова.
- II век до н. э. — По некоторым источникам примерная дата основания Когурё, Пуё и союзов Самхан.
- 108 до н. э. — Ханьский Китай вторгся на полуостров, захватил Кочосон и основал четыре китайских округа в северной части полуострова.

## Три королевства
- 57 до н. э. — Пак Хёккосе основал государство Силла.

- 37 до н. э. — Чумон основал государство Когурё.

- 19 до н. э. — Онджо основал государство Пэкче.

- 8 — Пэкче аннексировало большую часть конфедерации Махан.

- 42 — Основание конфедерации Кая.

- 53 — Когурё стало централизованным государством под властью вана Тхэджо.

- 234 — Пэкче стало централизованным государством под властью вана Кои.

- 313 — Лолан захвачен Когурё.

- 346 — Ван Пэкче Кынчхого наследует трон. Начало расцвета Пэкче.

- 356 — Силла становится централизованным государством под властью вана Нэмуля.

- 369 — Махан полностью вливается в Пэкче.

- 371 — Пэкче вторгается в Когурё и убивает короля.

- 372 — В Когурё проникает буддизм.

- 384 — В Пэкче проникает буддизм.

- 392 — Начало правления вана Квангэтхо, Когурё становится главной силой на полуострове.

- 400 — Когурё посылает 50 000 войско для помощи Силла в отражении нашествия Ва.

- 427 — Столицей Когурё становится Пхеньян.

- 433–434 — Пэкче и Силла создают союз против Когурё.

- 475 — После атаки Когурё Пэкче переносит столицу в Унджин, затем снова в Саби в 538 году.

- 494 — Остатки государства Пуё входят в состав Когурё.

- 522 — Силла начинает захватывать земли Кая.

- 527 — Силла — последнее корейское государство, принявшее буддизм в качестве государственной религии[1].

- 554 — Силла разрушает союз с Пэкче и начинает с ним войну.

- 562 — Силла заканчивает аннексию Кая.

- 576 — В Силла основана школа молодых воинов-аристократов Хваран

- 598 — Первая из серии атак Суй на Когурё, последняя из которых в 614 году закончилась поражением Суй.

- 660 — Пэкче пало под ударами Силла и Тан.

- 668 — Когурё пало под ударами Силла и Тан.

## Объединённое СиллаиПархэ
- 676 — Силла отражает атаки Империи Тан на Корейский полуостров, завершив унификацию трёх корейских государств.

- 698 — Бывший когурёский генерал Тэ Чоён отражает нападение китайских сил на остатки бывших территорий Когурё, основав государство Пархэ.

- 751 — Золотой век культуры Силла. Строительство храмов Соккурам и Пульгукса.

- 828 — Чан Бо Го основывает Чхонхэджин, главный центр торговли с Китаем и Японией.

- 892 — Силла начинает терять контроль над большей частью Корейского полуострова.

- 900 — На юго-западе полуострова образуется государство Хупэкче («Позднее Пэкче»).

- 901 — На северо-западе полуострова образуется государство Тхэбон («Позднее Когурё»).

- 918 — Тхэджо основывает Корё, являвшееся преемником Тхэбона.

- 926 — Пархэ захватывают кидани.

- 935 — Силла входит в состав Корё.

## Корё
- 936 — Корё заканчивает объединение корейских земель, вобрав в себя остатки территорий Хупэкче и Пархэ.

- 956 — Король Кванджон проводит земельную реформу и освобождение рабов, а в 958 году вводит систему гражданских экзаменов.

- 993 — Первая Корё-киданьская война.

- 1010 — Вторая, а затем, в 1018 году, третья Корё-киданьские войны.

- 1033 — Корё строит Чхонни Чансон, массивную стену вдоль северной границы.

- 1145 — Ким Бу Сик заканчивает Самгук Саги, старейшую летопись корейской истории.

- 1170 — После переворота власть в Корё на следующие 88 лет захватывает военная хунта.

- 1231 — Начинаются монгольские вторжения в Корё.

- 1234 — Опубликована Санджон Гогым Емун Чхве Юн Ыя, первая книга, отпечатанная на металлической матрице.

- 1251 — Корё заканчивает Трипитака Кореана, список буддистских канонов.

- 1270 — Монголы захватывают Корё. Начало 80-летнего монгольского ига. Восстание Самбёльчхо продолжалось ещё три года.

- 1285 — Иль Йон заканчивает Самгук Юса, свод истории Кореи.

- 1388 — Генерал Ли Сон Ге, посланный в поход против Китая, поворачивает свои войска на Корё.

## Чосон
- 1392 — Ли Сон Ге коронован, официальное начало династии Чосон.
- 1392 — Восстановлены дружеские отношения с Японией, Рюкю, Китаем.

- 1446 — Король Седжон объявляет о разработке корейского алфавита хангыль.

- 1592 — Начинается Имджинская война, серия вторжений японских сил под командованием Тоётоми Хидэёси.
- 1607 — Нормализация межгосударственных отношений с Японии после минувшей войны.

- 1627 — Первое вторжение маньчжуров в Корею.

- 1636 — Второе вторжение маньчжуров в Корею.
- 1764 — Прекращение дипломатических отношений  со стороны Японии.
- 1811 — Попытка возобновления дипломатических отношений Чосона с Японией.

## Корейская империя
- 1871 — Между корейской армией и американским судном возникает военный инцидент.

- 1876 — Корейские порты открываются после Договора Канхва.

## В составе Японии
- 1910 — Япония аннексирует Корею.

- 1916 — Последняя волна антияпонских восстаний ыйбёнов.

- 1919 — Движение первого марта разгоняется военными и полицейскими.

- 1920-е — «Эра культурного управления» генерал-губернатора Сайто Макото.

- 1945 — Освобождение Кореи от японской аннексии.

## Разделённая Корея
- 1945 — После капитуляции Японии Корейский полуостров разделятся на зоны влияния СССР и США по 38 параллели.

- 1948 — В Северной и Южной Корее устанавливаются независимые режимы, возглавляемые соответственно Ким Ир Сеном и Ли Сын Маном.

- 1950 — Начало Корейской войны.

- 1953 — Формальное окончание Корейской войны, официально мирный договор не подписан до сих пор.

- 1960 — Апрельская революция в Корее знаменует окончание авторитарной Первой Республики Южной Кореи. Ли Сын Ман уезжает в ссылку.

- 1961 — Военный переворот. Окончание Второй Республики Южной Кореи.

- 1962 — Начало Первой пятилетки Южной Кореи.

- 1972 — Первые перекрёстные переговоры между Северной и Южной Кореей.

- 1979 — Президент Пак Чон Хи убит одним из своих сподвижников.

- 1980 — Бойня в Кванджу.

- 1988 — Демократические выборы в Южной Корее. Начало Шестой Республики.

- 1994 — Главой КНДР после смерти Ким Ир Сена становится его сын Ким Чен Ир.

- 2000 — Первый саммит лидеров КНДР и Южной Кореи, на котором Южную Корею представлял Ким Дэ Джун, а КНДР — Ким Чен Ир.

## Внешние ссылки
- Хронология истории Кореи
- Хронология истории Кореи XX века
- Тихонов В. М., Кан Мангиль. Хронологические таблицы истории Кореи до 1904 г. История Кореи: В 2 т. Т. 1: С древнейших времен до 1904 г.